# Nyctemera albofasciata
Nyctemera albofasciata är en fjärilsart som beskrevs av Alfred Ernest Wileman 1911. Nyctemera albofasciata ingår i släktet Nyctemera och familjen björnspinnare. Inga underarter finns listade i Catalogue of Life.